# Capnia utahensis
Capnia utahensis is een steenvlieg uit de familie Capniidae. De wetenschappelijke naam van de soort is voor het eerst geldig gepubliceerd in 1962 door Gaufin & Jewett.